# Lionel Poilâne
 (août 2023).
Si vous disposez d'ouvrages ou d'articles de référence ou si vous connaissez des sites web de qualité traitant du thème abordé ici, merci de compléter l'article en donnant les références utiles à sa vérifiabilité et en les liant à la section « Notes et références ».

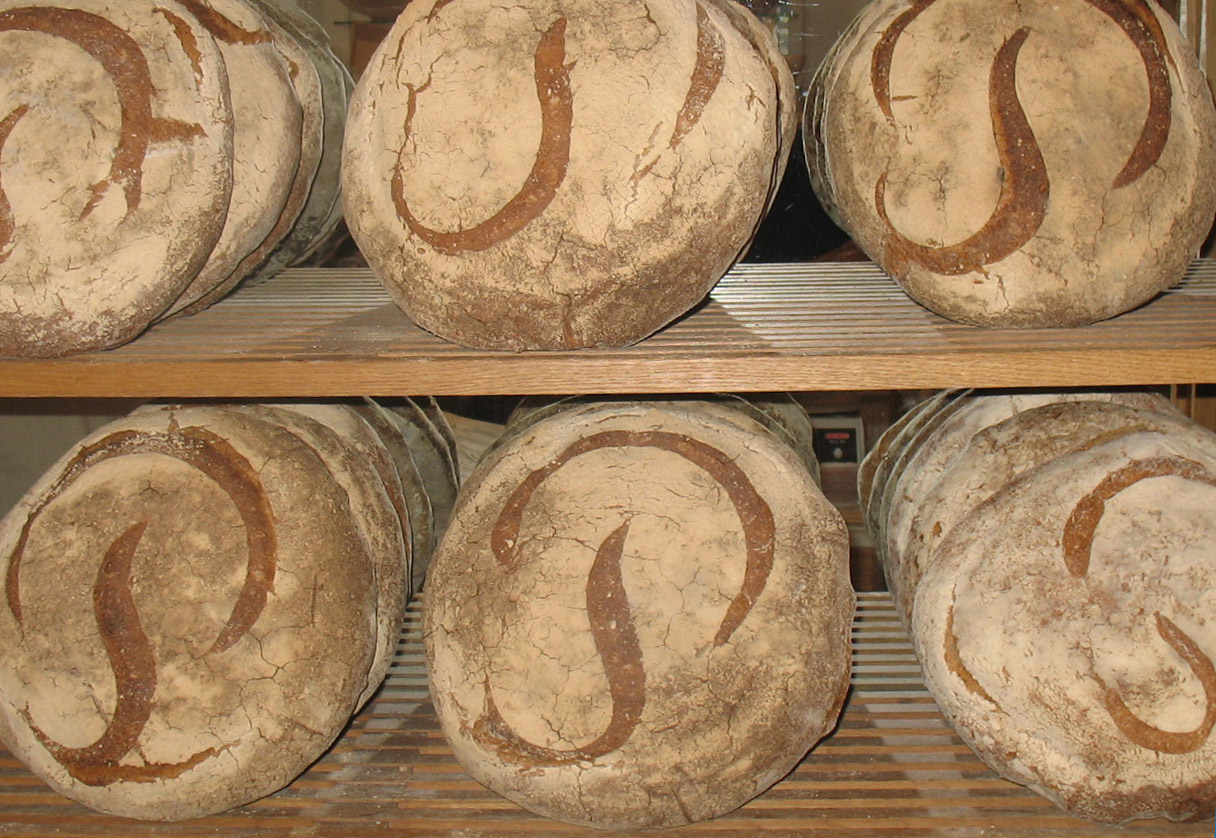
Pain Poilâne

Lionel Poilâne, né le 10 juin 1945 dans le 14e arrondissement de Paris (France) et mort accidentellement le 31 octobre 2002 dans la baie de Cancale,, est un boulanger français. Il ne doit pas être confondu avec son frère aîné Max Poilâne, également boulanger.

## Biographie
Son père, Pierre Léon Poilâne (1909-1993), est maitre boulanger en Normandie. Au début des années 1930, il va à Paris où il ouvre une boulangerie au 8, rue du Cherche-Midi. Il y vend sa « miche Poilâne », boule de pain traditionnel, à la mie grisâtre, d'un poids d'environ 1,9 kg. La recette remonte au plus tard à 1932. Il s'est inspiré de son expérience pendant son apprentissage à la frontière italienne. Au sortir de la Première Guerre mondiale, la mie de pain blanche était préférée car considérée comme plus « propre ». Refusant de céder à la mode de l'époque, Pierre-Léon avait décidé de continuer à employer la méthode traditionnelle : utiliser de la farine issue de blé moulu par de la pierre et non par un cylindre, afin d'obtenir un pain au levain bien plus riche en nutriments, le germe de la céréale étant préservé.
Pierre Poilâne tisse son réseau de revendeurs. Il fournit les bistrots, les fromagers et les restaurateurs. C'est l'époque de l'affiche « Ici, Pain Poilâne, fait au levain, cuit au bois, à la farine moulue aux meules ».
Lionel est le dernier d'une fratrie de trois. Sa sœur aînée s'appelle Madeleine et son frère aîné Max.
Lionel et Max grandissent dans la boutique rue du Cherche-Midi, puis dans celle ouverte boulevard de Grenelle. Lionel rêve d'être aviateur ; toutefois, quittant l'école très tôt comme son frère, il entame son apprentissage à 14 ans. Les deux frères sont formés par leur père.
Lionel développe la petite entreprise familiale. En 1974, Lionel fait protéger la marque Poilâne au niveau international mais sous son seul nom. Max Poilâne fonde en 1976 l’entreprise « Max Poilâne ». C'est le début d'une longue rivalité assortie de procédures judiciaires entre les deux frères, puis leurs héritiers,, relativement aux conditions d'utilisation de leur patronyme,,,.
La notoriété croissante du pain Poilâne, en particulier dans le monde anglo-saxon, et en Asie, lui permit de constituer un solide réseau de distribution. Dans les années 1980, de faire construire une manufacture à Bièvres, en région parisienne, puis de s'implanter à Londres en 2000,. Aujourd'hui[Quand ?], la manufacture de Bièvres produit plusieurs tonnes de boules Poilâne par jour.
Il est fait chevalier de l'ordre national du Mérite en 1993.
Lionel Poilâne meurt le 31 octobre 2002 dans un accident d'hélicoptère. Piégé par un dense brouillard au large de Cancale, en Bretagne, l'Agusta A.109 qu'il pilotait s'abîme en mer, à quelques centaines de mètres de sa propriété, l'île des Rimains emportant dans sa chute le boulanger et sa femme, Iréna dite « Ibu », sculptrice et créatrice en joaillerie. Pilote aguerri, Lionel était président du Groupement français de l'hélicoptère.
À la mort de Lionel Poilâne, Apollonia, sa fille aînée âgée de 18 ans, reprend la direction de l'entreprise.

## Publications
- 1981 : Guide de l'amateur de pain, Robert Laffont, Paris, 237 p.  (ISBN 2-221-50307-4)
  - rééd. 1994  (ISBN 2-221-08030-0)
- 1982 : Faire son pain, Dessain et Tolra, coll. « Manu presse / Carré bleu », Paris, 64 p.  (ISBN 2-249-22535-4)
- 1985 : Pain, cuisine et gourmandises, avec Ginette Mathiot, Albin Michel, Paris, 223 p.  (ISBN 2-226-02323-2)
- 1989 : Le Guide Poilâne des traditions vivantes et marchandes, Robert Laffont, Paris, 478 p.  (ISBN 2-221-05862-3)
- 1998 : Guide Poilâne des mille artisans : Des métiers du papier, du tissu, du bois, du métal, etc., Le Cherche midi, collection « Guides », Paris, 501 p.  (ISBN 2-86274-560-X)
- 1999 : Les Meilleures Tartines de Lionel Poilâne, photogr. Patrice Bondurand et Véronique Devoldère, Grancher, Paris, 110 p.  (ISBN 2-7339-0647-X)
  - rééd. 2001, LGF, coll. « Le Livre de poche / Cuisine » (no 16564), Paris, 121 p.  (ISBN 2-253-16564-6)
- 2001 : Les Meilleures Tartines sucrées de Lionel Poilâne, photogr. Patrice Bondurand, Lucy Carolan et Véronique Devoldère, Grancher, coll. « Ma bibliothèque de cuisine », Paris, 109 p.  (ISBN 2-7339-0726-3)
  - rééd. 2002, LGF, coll. « Le Livre de poche / Cuisine » (no 16597), Paris, 115 p.  (ISBN 2-253-16597-2)
- 2005 : Le Pain par Poilâne, avec Apollonia Poilâne, Le Cherche midi, Paris, 389 p.  (ISBN 2-7491-0143-3)

### Directeur
- 2004 : Supplique au Pape pour enlever la gourmandise de la liste des péchés capitaux, avec ses amis (Jean Amadou, François Audouze, Barberousse, Paul Bocuse, Jacques Bon, Florence Cathiard, Olivier Dassault, Gérard David, Alain Ducasse, Jean-François Fayard, Marie-Françoise Fayard, Irène Frain, Janine Gallais-Hamonno, Jacques Godfrain, Georges Halpern, Gilles Lambert, Alexandre Lazareff, Jacqueline Le Bris, Raymond-François Le Bris, Henri Pescarolo, Bernard Planche, Apollonia Poilâne, Patrick Poivre d'Arvor, Éric Postaire, Jean-François Prévost, Marie-Ange Richermo, Alain Riou, Sonia Rykiel, André Santini), Anne Carrière, Paris, 198 p.  (ISBN 2-84337-294-1)

### Collaboration
- 1994 : Christine Helfrich et Dominique Rivière, La Maison du blé et du pain : Verdun-sur-le-Doubs, avec la collab. de Guillemette Morel-Journel, Écomusée de la Bresse bourguignonne, coll. « Guide découverte », Pierre-de-Bresse, 63 p.

### Préfacier
- 1981 : Antoine Parmentier, Le Parfait Boulanger ou Traité complet sur la fabrication et le commerce du pain, Jeanne Laffitte, Marseille, 639 p., reprod. en fac-similé de l'éd. de 1778, Imprimerie royale, Paris

## Prix
- Prix Renaissance de l'économie 1994[20].
- Chevalier de l'ordre national du Mérite